# قط الببر الشمالي
قط الببر الشمالي أو السنور المُرقط الصغير أو قط أونصيل (الاسم العلمي: Leopardus tigrinus) هو نوع من الثدييات يتبع فصيلة السنوريات ضمن رتبة اللواحم. موطنه الأصلي مناطق أمريكا الاستوائية الممتدة من كوستاريكا شمالاً إلى الأرجنتين جنوباً. فرو قط الببر الشمالي كثيف وسميك وناعم الملمس يُزينه مجموعة من البقع السوداء. كما يمكن مصادفة قط ببر شمالي بفرو كامل السواد. قد يصل طول قط الببر الشمالي إلى 55 سنتيمتراً في الطول، ووزنه إلى 3 كيلوغرام بالمتوسط.